# Pardosa subanchoroides
Pardosa subanchoroides este o specie de păianjeni din genul Pardosa, familia Lycosidae, descrisă de Wang și Song, 1993. Conform Catalogue of Life specia Pardosa subanchoroides nu are subspecii cunoscute.